# Ebedli Ferenc
Ebedli Ferenc (Budapest, 1952. szeptember 22. – Kiskőrös, 2024. augusztus 5.) magyar labdarúgó, edző.

## Pályafutása

### Játékosként
Öccsével Ebedli Zoltánnal a Ferencvárosban kezdte a labdarúgást. 1974 augusztusa és novembere között 6 mérkőzésen szerepelt az első csapatban (ebből 4 nemzetközi, 2 hazai díjmérkőzés). Kétszer lépett pályára a KEK küzdelmei során 1974-ben, a később döntős csapat tagjaként.
További játékos pályafutása során Rákospalotán a Volánban szerepelt. Öt idényen át az első osztályban a többit a másodikban. Összesen háromszor estek ki az NB1-ből.

### Edzőként
1989-ben a Volán csapatánál kezdte az edző karrierjét még a másodosztályban. A következő idényre sikerült az élvonalba jutás, de idény közben tulajdonos váltás miatt a csapat megvált tőle.
Debrecenben folytatta pályafutását, ahol részese volt a későbbi sikeres csapat megalapozásának, olyan labdarúgókkal, mint Sándor Tamás, Dombi Tibor, Pető Zoltán, Madar Csaba. 1993-tól az ESMTK következett, majd 1997-ben a Tatabánya először, amikor a helyi labdarúgás újra élesztése elkezdődött. 
Rövid kitérő következett Ercsibe, majd egy idény Dunaújvárosban, ahol Varga Zoltánnal dolgozott együtt. Ismét Ercsi volt a következő állomás, de 2000 nyarán a Ferencváros hívta az utánpótlás vezetésére. 
2001 márciusában elfogadta a Tatabánya újbóli felkérését, de egy év múlva innen is távozott. 2004-től Diósgyőrött klubigazgató.

## Sikerei, díjai
- Kupagyőztesek Európa-kupája (KEK)
  - döntős: 1974–75